# دلتا لوید
دلتا لوید (به هلندی: Delta Lloyd) شرکت خدمات مالی و بیمه هلندی است، که خدمات خود را در کشورهای هلند، بلژیک و آلمان ارائه می‌کند.
شرکت دلتا لوید هم‌اکنون با در اختیار داشتن بیش از ۸٪ درصد از سهم بازار بیمه هلند، ششمین شرکت بیمه در این کشور می‌باشد. شرکت آویوا با در اختیار داشتن ۴۳ درصد از سهام دلتا لوید، مالک اصلی آن محسوب می‌شود.